# Frédéric Pierrot
Frédéric Pierrot (Boulogne-Billancourt, 17 settembre 1960) è un attore francese.

## Filmografia parziale

### Cinema
- La vita e niente altro (La vie et rien d'autre), regia di Bertrand Tavernier (1989)
- Legge 627 (L.627), regia di Bertrand Tavernier (1992)
- Terra e libertà (Land and Freedom), regia di Ken Loach (1995)
- Mon homme, regia di Bertrand Blier (1996)
- For Ever Mozart, regia di Jean-Luc Godard (1996)
- Capitan Conan (Capitaine Conan), regia di Bertrand Tavernier (1996)
- Viaggio a titolo privato (Port Djema), regia di Eric Heumann (1997)
- Artemisia - Passione estrema (Artemisia), regia di Agnès Merlet (1997)
- À vendre - In vendita (À vendre), regia di Laetitia Masson (1998)
- Capitani d'aprile (Capitães de Abril), regia di Maria de Medeiros (2000)
- Immortal Ad Vitam (Immortel ad vitam), regia di Enki Bilal (2004)
- Quelli che ritornano (Les Revenants), regia di Robin Campillo (2004)
- La piccola Lola (Holy Lola), regia di Bertrand Tavernier (2004)
- Ti amerò sempre (Il y a longtemps que je t'aime), regia di Philippe Claudel (2008)
- La chiave di Sara (Elle s'appelait Sarah), regia di Gilles Paquet-Brenner (2010)
- La guerra è dichiarata (La guerre est déclaréeè), regia di Valérie Donzelli (2011)
- Polisse, regia di Maïwenn (2011)
- Ciliegine, regia di Laura Morante (2012)
- Tutti pazzi per Rose (Populaire), regia di Régis Roinsard (2012)
- Giovane e bella (Jeune et Jolie), regia di François Ozon (2013)
- Marguerite & Julien - La leggenda degli amanti impossibili (Marguerite et Julien), regia di Valérie Donzelli (2015)
- Mister Chocolat (Chocolat), regia di Roschdy Zem (2016)
- Vulnerabili (Espèces menacées), regia di Gilles Bourdos (2017)
- Grazie a Dio (Grâce à Dieu), regia di François Ozon (2019)
- The Specials - Fuori dal comune (Hors normes), regia di Olivier Nakache ed Éric Toledano (2019)
- Madre, regia di Rodrigo Sorogoyen (2019)
- Les Musiciens, regia di Grégory Magne (2025)

### Televisione
- Little Murders by Agatha Christie (Les Petits Meurtres d'Agatha Christie) - serie TV, episodio 1x03 (2009)

## Doppiatori italiani
- Pasquale Anselmo in Ti amerò sempre, La chiave di Sara
- Franco Mannella in Giovane e bella
- Carlo Valli in Mister Chocolat
- Mario Zucca in Marguerite & Julien - La leggenda degli amanti impossibili
- Angelo Maggi in La guerra è dichiarata
- Stefano Mondini in La piccola Lola
- Vittorio Guerrieri in Capitani d'aprile
- Gaetano Varcasia in Polisse
- Ennio Coltorti in Immortal Ad Vitam